# St Mary’s Roman Catholic Church (Dundee)
Die St Mary’s Roman Catholic Church, ursprünglich Church of the Immaculate Conception, ist ein römisch-katholisches Kirchengebäude in der schottischen Stadt Dundee in der gleichnamigen Council Area. 1965 wurde das Bauwerk in die schottischen Denkmallisten in der höchsten Denkmalkategorie A aufgenommen.

## Beschreibung
Das Kirchengebäude entstand im Jahre 1865 als dritte römisch-katholische Kirche in Dundee. Für den Entwurf zeichnet der britische Architekt Joseph Hansom verantwortlich. Das Gebäude steht an der Einmündung der St Mary’s Lane in die High Street nordwestlich des Stadtzentrums. Der Glockenturm an der Südseite dominiert das neogotische Gebäude. Er weist einen oktogonalen Grundriss auf. Zwischen den sechs zweiteiligen spitzbogigen Maßwerken gliedern Strebepfeiler seine Fassade vertikal. Der Turm schließt mit einem gedrungenen spitzen Helm mit aufsitzender gusseiserner Wetterfahne. Links tritt eine runde Marienkapelle mit Kegeldach heraus. Die zwölf Achsen weiten Seitenschiffe der Basilika sind mit gepaarten spitzbogigen Maßwerken und gliedernden Strebepfeilern ausgeführt. Die Fenster im Obergaden sind zu Drillingen gekuppelt. Es sind Bleiglasfenster eingesetzt.
Im Innenraum trennt eine auf grauen Plinthen ruhende Arkade aus gelblichem Sandstein die Seitenschiffe ab.